# Samuel Friedrich Schumann
Samuel Friedrich Schumann (* 11. April 1795 in Danzig; † 24. Dezember 1877 ebenda) war ein deutscher Jurist und langjähriger Bürgermeister von Danzig.

## Leben
Friedrich Schumann entstammte zwei alten Danziger Ratsfamilien und war Sohn des Danziger Präsidenten Jacob Ernst Schumann und seiner Ehefrau Agathe Groddeck. Er studierte Rechtswissenschaften an der Universität Göttingen und wurde dort Mitglied des Corps Vandalia Göttingen. Nach dem Studium wurde er zunächst Stadt- und Landrichter in Dirschau. 1837 wurde er zum Ratsherrn und Syndicus der Stadt Danzig gewählt. Von 1847 bis 1862 war er Bürgermeister von Danzig. Dem Rat der Stadt Danzig gehörte er gemeinsam mit seinem Göttinger Corpsbruder und Vetter Karl Groddeck an, zeitweilig waren beide auch gleichzeitig Bürgermeister der Stadt.

## Überlieferung in studentischen Stammbüchern
Ein erstes Stammbuch Schumanns als Stammbuchhalter mit der Laufzeit 1814 bis 1816 wird heute in der Biblioteka Polskiej Akademii Nauk in Danzig verwahrt. Ein weiteres Stammbuch mit der Laufzeit 1816 bis 1829 befindet sich im Göttinger Stadtarchiv. Als Einträger erscheint er in Stammbüchern anderer Göttinger Vandalen, so 1816 im Stammbuch des Adolph Goetze aus Neustrelitz und 1818 im Stammbuch des späteren mecklenburgischen Pfarrers Friedrich Johann Dietrich Augustin († 1862).